# Thomas Fischer (Althistoriker)
Thomas Fischer (* 23. September 1944 in Tübingen; † 31. Januar oder 18. Februar 1994 in Bochum) war ein deutscher Althistoriker und Numismatiker.
Thomas Fischer war Enkel des Orientalisten Enno Littmann sowie Sohn von Gisela Fischer, geborene Littmann, und des Mediziners Herbert Fischer. Nach dem Abitur am Uhland-Gymnasium Tübingen studierte er von 1963 bis 1969 Alte Geschichte, Ägyptologie und Klassische Archäologie an der Eberhard Karls Universität Tübingen, an der Johann Wolfgang Goethe-Universität Frankfurt am Main und an der Ludwig-Maximilians-Universität München. 1970 wurde er in München mit einer von Hermann Bengtson betreuten Arbeit über den Feldzug des seleukidischen Königs Antiochos VII. gegen die Parther promoviert. Anschließend war er als wissenschaftlicher Assistent in Tübingen beim Tübinger Atlas des Vorderen Orients angestellt und wechselte 1976 an die Ruhr-Universität Bochum, wo er als Dozent und Leiter der antiken Münzsammlung tätig war. 1984 oder 1985 erfolgte die Habilitation. Bis zu seinem Tod durch Suizid im Jahr 1994 war Fischer in Bochum als Privatdozent tätig.
Seine Forschungsschwerpunkte waren die seleukidische Numismatik, besonders in Verbindung mit biblischer Geschichte, daneben die römische Numismatik und die Philosophie der Antike. Er war Herausgeber der „Kleinen Hefte der Münzsammlung an der Ruhr-Universität Bochum“.

## Schriften
- Untersuchungen zum Partherkrieg Antiochos’ VII. im Rahmen der Seleukidengeschichte. Selbstverlag, Tübingen 1970 (zugleich Dissertation, München 1970).
- Die römischen Goldmünzen in der Münzsammlung der Ruhr-Universität Bochum (= Kleine Hefte der Münzsammlung an der Ruhr-Universität Bochum. Nr. 1). Studienverlag Brockmeyer, Bochum 1976, ISBN 3-921543-48-7.
- Entwurf eines Standard-Proseminars in Alter Geschichte. Herrschaft und Prinzipat des Augustus. Studienverlag Brockmeyer, Bochum 1979, ISBN 3-88339-052-6.
- Seleukiden und Makkabäer. Beiträge zur Seleukidengeschichte und zu den politischen Ereignissen in Judäa während der 1. Hälfte des 2. Jh. v. Chr. Studienverlag Brockmeyer, Bochum 1980, ISBN 3-88339-138-7.
- als Hrsg. mit Peter Ilisch: LAGOM. Festschrift für Peter Berghaus zum 60. Geburtstag am 20. November 1979. Numismatischer Verlag der Münzenhandlung Dombrowski, Münster 1981, ISBN 3-921507-03-0.
- Silber aus dem Grab Davids? Jüdisches und Hellenistisches auf Münzen des Seleukidenkönigs Antiochos’ VII. 132–130 v. Chr. (= Kleine Hefte der Münzsammlung an der Ruhr-Universität Bochum. Nr. 7). Studienverlag Brockmeyer, Bochum 1983, ISBN 3-88339-325-8.
- Molon und seine Münzen (222–220 v. Chr.) (= Kleine Hefte der Münzsammlung an der Ruhr-Universität Bochum. Nr. 9). Studienverlag Brockmeyer, Bochum 1988, ISBN 3-88339-325-8.
- Ideologie in Schrift und Bild. Augustus als der „Vater“ seiner Söhne und des Vaterlandes (= Kleine Hefte der Münzsammlung an der Ruhr-Universität Bochum. Nr. 8). Studienverlag Brockmeyer, Bochum 1990, ISBN 3-88339-820-9.